# TENSE
『TENSE』（テンス）は、東方神起の韓国における7集（7枚目）オリジナル・アルバムであり、デビュー10周年の記念アルバム。2014年1月6日にSMエンタテインメントより発売された。
2014年2月27日には本作のリパッケージ・アルバム『Spellbound』（スペルバウンド）が発売されている。

## 概要

### TENSE
6集リパッケージ・アルバム『HUMANOIDS』から約1年1カ月ぶりのリリースとなる作品。デビュー10周年を記念したアルバムで、タイトルの「TENSE」は「10th Anniversary」 の 「10th」と発音が似ていることに由来する。また"TENSE"には「緊張した、張り詰めた」 という意味があり、「1ステージごとに緊張を緩めず、最善をつくす」といった2人の意思も表現している。
2人でリリースした5集及び6集を踏襲した、大衆性をより強めた作品となっている。特にこれまでの東方神起にはなかった"ジャズ"という分野を意識して作られており、ビッグバンドのサウンドを用いている。これについて2人は「日本でライブバンドと共に公演を行ってきた経験が大きな影響を与えた。こうした経験を生かした新しいスタイルの親しみやすいアルバムを作ってみようという気持ちが芽生えた。」と話している。
「Red ver.」と「Black ver.」の2種類が発売されている。収録曲とブックレットの内容はどちらも同じである。
2013年に公開されたティーザー映像にて「Something」が、本作からのリード・シングルであることが発表され、2014年1月1日にミュージック・ビデオが公開された後、同月6日に配信限定でリリースされた。ガオンシングルチャートで初登場4位を獲得し、2月1日時点で38万3960ダウンロードを達成した。
本作を起点に、東方神起は往来のSMP(SMミュージック・パフォーマンス)やEDMなどのK-POPスタイルから脱却し、ジャズやレトロ系の洋楽スタイルへと方針を転換させた。この方向性はその後に発売された『Spellbound』や『RISE AS GOD』、兵役終了後にリリースされた『NEW CHAPTER #1 : THE CHANCE OF LOVE』『NEW CHAPTER #2 : THE TRUTH OF LOVE』においても引き継がれている。
アルバムはガオンアルバムチャートで初登場1位を獲得し、3作品連続での首位獲得となった。

### Spellbound〈リパッケージ〉
『TENSE』から約2カ月後のリリースとなったリパッケージ・アルバム。タイトルの"SURISURI"とは韓国の呪文のセリフであり、「その魔法によって観る者・聴く者を東方神起の魅力に引き込む」といった意味が込められている。
『TENSE』からの方向性を維持しつつ、本作ではさらにトランプカードをアイテムとして使用している。アルバムのパッケージやタイトル曲「수리수리 (Spellbound)」のミュージック・ビデオなど随所にその要素がちりばめられている。
トランプを模した形にデザインされた1種類のみ発売されている。2人の10年間の歴史を感じられる53枚のトランプが同封されている。
リパッケージ盤は、2日間で出荷枚数6万1405枚を記録し、ガオンアルバムチャートで初登場2位を獲得。年間で11万566枚を売り上げ、東方神起のリパッケージ盤で最もヒットした作品となった。

## 収録曲

### 収録曲（TENSE）
| #         | タイトル                               | 作詞          | 作曲                                                   | 編曲                                   | 時間  |
| --------- | -------------------------------------- | ------------- | ------------------------------------------------------ | -------------------------------------- | ----- |
| 1.        | 「TEN (10 YEARS)」                     | 유영진        | 유영진                                                 | 유한진                                 | 3:12  |
| 2.        | 「Something」                          | 유영진        | 유한진 유영진                                          | 유한진                                 | 4:01  |
| 3.        | 「너의 남자 (Your Man)」               | 켄지          | 켄지 김정배                                            | 켄지                                   | 3:07  |
| 4.        | 「오늘밤 (Moonlight Fantasy)」         | 전간디        | Coach & Sendo Alexander Holmgren                       | Coach & Sendo Alexander Holmgren       | 3:35  |
| 5.        | 「그 대신 내가 (Beside)」              | JQ            | Ricky Hanley Albi Albertsson Stephan Elfgren           | Mussashi                               | 3:45  |
| 6.        | 「Double Trouble」                     | 김부민        | hitchhiker                                             | hitchhiker                             | 3:44  |
| 7.        | 「Off-Road」                           | 서지음        | Peter Habib Marc Joseph Adam Nierow Yaroslav Vynnytsky | Mr. Fantastic Mysto & Pizzi            | 3:32  |
| 8.        | 「갈증 (Smoky Heart)」                 | 서지음        | Brian Kennedy Dewain Whitmore                          | Brian Kennedy Dewain Whitmore          | 3:33  |
| 9.        | 「Love Again」                         | 장연정        | 김태성 앤드류 최 SKY BEATZ                             | SKY BEATZ                              | 3:52  |
| 10.       | 「뒷모습 (Steppin')」                  | 전간디        | 임광욱 Andrew Jackson Martin Hedegaard                 | 임광욱 Andrew Jackson Martin Hedegaard | 3:11  |
| 11.       | 「Rise...」                            | 최강창민      | Jarkko Ehnqvist Pessi Levanto Martin Mulholland Deez   | 이재명                                 | 4:40  |
| 12.       | 「항상 곁에 있을게 (Always With You)」 | 황현 신아녜스 | 황현                                                   | 황현                                   | 3:55  |
| 合計時間: | 合計時間:                              | 合計時間:     | 合計時間:                                              | 合計時間:                              | 44:07 |

### 収録曲（Spellbound〈リパッケージ〉）
| #         | タイトル                                                 | 作詞            | 作曲                                                   | 編曲                                   | 時間  |
| --------- | -------------------------------------------------------- | --------------- | ------------------------------------------------------ | -------------------------------------- | ----- |
| 1.        | 「수리수리 (Spellbound)」                                | 유영진          | 유영진                                                 | 유한진                                 | 4:31  |
| 2.        | 「TEN (10 YEARS)」                                       | 유한진          | 유영진                                                 | 유한진                                 | 3:12  |
| 3.        | 「Something」                                            | 유영진          | 유한진 유영진                                          | 유한진                                 | 4:01  |
| 4.        | 「너의 남자 (Your Man)」                                 | 켄지            | 켄지 김정배                                            | 켄지                                   | 3:07  |
| 5.        | 「오늘밤 (Moonlight Fantasy)」                           | 전간디          | Coach & Sendo Alexander Holmgren                       | Coach & Sendo Alexander Holmgren       | 3:35  |
| 6.        | 「그 대신 내가 (Beside)」                                | JQ              | Ricky Hanley Albi Albertsson Stephan Elfgren           | Mussashi                               | 3:45  |
| 7.        | 「Double Trouble」                                       | 김부민          | hitchhiker                                             | hitchhiker                             | 3:44  |
| 8.        | 「Off-Road」                                             | 서지음          | Peter Habib Marc Joseph Adam Nierow Yaroslav Vynnytsky | Mr. Fantastic Mysto & Pizzi            | 3:32  |
| 9.        | 「Heaven's Day」(Sung by 최강창민)                       | 최강창민        | DK 신혁 Re:One Sean Fenton                             | Re:One                                 | 3:43  |
| 10.       | 「갈증 (Smoky Heart)」                                   | 서지음          | Brian Kennedy Dewain Whitmore                          | Brian Kennedy Dewain Whitmore          | 3:33  |
| 11.       | 「Love Again」                                           | 장연정          | 김태성 앤드류 최 SKY BEATZ                             | SKY BEATZ                              | 3:52  |
| 12.       | 「뒷모습 (Steppin')」                                    | 전간디          | 임광욱 Andrew Jackson Martin Hedegaard                 | 임광욱 Andrew Jackson Martin Hedegaard | 3:11  |
| 13.       | 「Rise...」                                              | 최강창민        | Jarkko Ehnqvist Pessi Levanto Martin Mulholland Deez   | 이재명                                 | 4:40  |
| 14.       | 「11월...그리고 (November With Love)」(Sung by 유노윤호) | 유노윤호 김우주 | 유노윤호 진짜사나이                                    | 유노윤호 B.O.K 진짜사나이              | 4:34  |
| 15.       | 「항상 곁에 있을게 (Always With You)」                   | 황현 신아녜스   | 황현                                                   | 황현                                   | 3:55  |
| 合計時間: | 合計時間:                                                | 合計時間:       | 合計時間:                                              | 合計時間:                              | 56:55 |

## 曲の解説
1. 수리수리 (Spellbound)
リパッケージ盤『Spellbound』のタイトル曲。
邦題は「スリスリ (Spellbound)」[2]。
日本での7thアルバム『WITH』には、「SURISURI [Spellbound]」というタイトルで日本語バージョンが収録されている。
2. TEN (10 YEARS)
ユンホ曰く「ファンのための曲」であり、歌詞にはファンに伝えたいメッセージが込められている。また、歌詞の中には「바보(バカ)」「믿어요(信じて）」「HUG」「My little princess」「Destiny」「The way U are」「PURPLE LINE」「Hey! Girl」「RISING SUN」「주문(呪文)」「Humanoids」「Catch Me」「믿기싫은 이야기（信じたくない話）」「Something」の計14タイトルが組み込まれている[9]。
3. Something
『TENSE』のタイトル曲。
2月5日に日本語バージョンが「Hide & Seek」との両A面シングル（40thシングル）『Hide & Seek/Something』としてリリースされた[10]。
4. 너의 남자 (Your Man)
邦題は「君の男 (Your Man)」[2]。
5. 오늘밤 (Moonlight Fantasy)
邦題は「今夜 (Moonlight Fantasy)」[2]。
6. 그 대신 내가 (Beside)
邦題は「その代わりに僕が (Beside)」[2]。
7. Double Trouble
8. Off-Road
9. Heaven's Day
リパッケージ盤『Spellbound』に追加収録された楽曲で、チャンミンのソロ曲[2]。
10. 갈증 (Smoky Heart)
邦題は「渇き (Smoky Heart)」[2]。
11. Love Again
12. 뒷모습 (Steppin')
邦題は「後ろ姿 (Steppin')」[2]。
13. Rise...
14. 11월...그리고 (November With Love) 
リパッケージ盤『Spellbound』に追加収録された楽曲で、ユンホのソロ曲[2]。
邦題は「November With Love」[2]。
15. 항상 곁에 있을게 (Always With You)
邦題は「いつもそばにいるよ (Always With You)」[2]。